# 糠疹
糠疹（Pityriasis）是形容一類脫屑性的皮膚病灶。

## 分類
糠疹可以分為下列幾類：
- 白色糠疹（Pityriasis alba）：常見、良性的皮膚病灶，號發於兒童及青少年，深色皮膚的人較為明顯。
- 慢性苔蘚樣糠疹（Pityriasis lichenoides chronica）
- 急性痘瘡樣苔蘚糠疹（Pityriasis lichenoides et varioliformis acuta）
- 玫瑰糠疹（Pityriasis rosea）
  - 連圈狀糠疹（Pityriasis circinata）
- 毛孔性紅糠疹（Pityriasis rubra pilaris）
- 花斑癬（Pityriasis versicolor）
- 头皮屑（Dandruff），早期稱「頭皮糠疹」（Pityriasis capitis）
- 石棉狀糠疹（Pityriasis amiantacea）

## 辭源
糠疹的原文「Pityriasis」源自希臘文「πίτυρον」，意為「糠」。

## 外部連結
Template:Papulosquamous disorders